# Cantemir (Republik Moldau)
Cantemir ist eine Stadt und Sitz des Rajon Cantemir in der Republik Moldau.

## Geografie
Die Stadt Cantemir liegt auf einem Plateau im Süden der Republik, in der Nähe des Flusses Prut, an der Autobahn Kischinau–Leova–Cahul, 126 km südlich von Kischinau, 1 km vom Bahnhof Prut entfernt, Richtung Basarabeasca–Kagul. Südlich der Stadt, in der Aue des Flusses Prut, liegt das gemischte Naturschutzgebiet Cantemir.

## Geschichte
Die Stadt ist noch sehr jung. Zum ersten Mal wurde sie am 6. April 1973 als Verwaltungseinheit zertifiziert, als dieser Ort, der überwiegend von den Arbeitern der im November 1967 in Betrieb genommenen Konservenfabrik „Prut“ bewohnt wurde, übergeben wurde der Name des angesehenen Schriftstellers, Gelehrten und Herrschers Moldawiens Dimitrie Cantemir anlässlich seines 300. Geburtstages. Dieser Tag, der 6. April, wurde durch Beschluss der Bürgerversammlung vom 31. März 2000 zum Stadttag erklärt.
Fachleute haben festgestellt, dass es an diesen Orten auch nach der Eroberung Dakiens durch das Römische Reich ein Dorf gab. Doch dann fielen die Hunnen ein und Selistia wurde geplündert und niedergebrannt. Das Dorf soll zwischen 106 und 376 n. Chr. existiert haben. Auf der verlassenen Feuerstelle befinden sich Tongefäße und andere für die Römerzeit (2.–4. Jahrhundert) typische Gegenstände.
Die ersten Wohnblöcke entstanden hier im Jahr 1963, als mit dem Bau der Konservenfabrik begonnen wurde, und die Geschichte der Stadt ist eng mit diesem mit ihr gewachsenen Unternehmen verbunden. Angefangen mit 500.000 herkömmlichen Einmachgläsern im ersten Jahr, lieferte die Fabrik von nun an bis 1985–1989 jährlich 80–82 Millionen. Konventionelle Einmachgläser, Cantemerian-Produktion wird in alle Regionen der ehemaligen UdSSR, Bulgarien, Ungarn, Deutschland, Polen, Österreich und andere Länder geliefert. Die Stadt ist ein kleines Wirtschafts- und Kulturzentrum im Süden der Republik.